# Rions
Rions (en francès Rions) és un municipi francès situat al departament de la Gironda i a la regió de la Nova Aquitània.

## Demografia
| 1962                                       | 1968 | 1975 | 1982  | 1990  | 1999  | 2007 |
| ------------------------------------------ | ---- | ---- | ----- | ----- | ----- | ---- |
| 880                                        | 941  | 989  | 1.272 | 1.379 | 1.440 |      |
| Des de 1962: població sense dobles comptes |      |      |       |       |       |      |

## Administració
| Període | Identitat      | Partit |
| ------- | -------------- | ------ |
| 2001-   | Jean Despujols |        |